# Hôtel Le Rebours
 (mars 2024).
- Si vous ne connaissez pas le sujet, laissez ce bandeau (vous pouvez alors contacter les auteurs).
- Si vous supprimez le contenu mis en cause (vous pouvez préalablement contacter les auteurs),

argumentez précisément cette suppression dans la page de discussion
(un manque de référence n'est pas un argument ; une recherche réelle de référence doit avoir été effectuée, être formellement documentée).
L'hôtel Le Rebours est un hôtel particulier situé au 12, rue Saint-Merri, dans le 4e arrondissement de Paris. Il est longé à l'ouest par la rue Pierre-au-Lard et à l'est par un passage privé, le cul-de-sac du Bœuf.

## Historique
L'architecte Claude Monnard construit l'hôtel en 1624 pour Jean Aubery, maître des requêtes. Thierry Le Rebours acquiert le bâtiment en 1672. La façade et l'escalier sont transformés par le nouveau propriétaire éponyme en 1695.
L'hôtel est inscrit au titre des monuments historiques le 31 juillet 1990. Il est gratuitement accessible au public du lundi au samedi de 8 heures à 20 heures et le dimanche de 8 heures à 14 heures.

## Architecture
Autour de la vaste cour, les quatre sobres façades sont de style Louis XV. Conçues dans une symétrie bien ordonnée, elles se composent chacune d'un rez-de-chaussée, d'un premier étage éclairé par cinq belles et hautes fenêtres et d'un second étage mansardé élevé sur une massive et puissante corniche moulurée. Les cinq mansardes de ce second étage sont de forme différente : celle du milieu présente un fronton circulaire tandis que les deux qui la flanquent ont un fronton triangulaire et sont accostées elles-mêmes par deux œils-de-bœuf arrondis. L'entrée du porche, côté cour, est surmonté d'un mascaron de femme, certainement ajouté lors des modifications du bâtiment sur rue.
Ce bâtiment sur rue a en effet été remanié à la fin du XVIIe siècle ou au début du XVIIIe siècle par l'architecte Victor-Thierry Dailly, et présente une façade gracieuse et plus ornée. Elle se compose d'un rez-de-chaussée, d'un premier et d'un second étage, chaque étage comptant onze fenêtres. Celles du premier sont très élevées et garnies de beaux appuis en fer forgé, alors que celles du second sont moins hautes et munies d'un simple appui de bois. Le centre de cette façade comporte un avant-corps en légère saillie, dont la porte cochère, d'une boiserie simple, forme le milieu, surmontée d'une clef sculptée présentant une tête de faune barbue entourée d'ornements et de fleurs. Au droit du porche, sous le toit, un œil-de-bœuf circulaire orne le fronton triangulaire mouluré. 
Dans le passage qui mène à la cour, on peut admirer le vestibule et l'escalier d'honneur, dont la rampe en fer forgé, d'un riche dessin, est absolument intacte et monte jusqu'au second étage. Au premier étage, le grand salon de l'aile occidentale a conservé un plafond formée de poutrelles apparentes, ornées de peintures de guirlandes, de rinceaux, de chiffres et d'armoiries.